# Arthur Thomas Doodson
Dr. Arthur Thomas Doodson (31 mars 1890- 10 janvier 1968) est un céanographque britannique. Ie passé la majeure partie de sa vie à analyser les marées. Il est le premier à décrire le phénomène dans les eaux peu profondes ("shallow water") notamment dans les régions côtières et dans les estuaires. Il a aussi mis au point une méthode de prédiction des hauteurs et courants de marées basée sur l'observation et la méthode des moindres carrés.